# جيمي كولينز (لاعب كرة قدم أيرلندي)
جيمي كولينز (بالإنجليزية: Jimmy Collins)‏ (1923 في جمهورية أيرلندا - ) هو لاعب كرة قدم أيرلندي في مركز حراسة المرمى.